# Ramnogaster arcuata
Ramnogaster arcuata és una espècie de peix pertanyent a la família dels clupeids.

## Descripció
- Pot arribar a fer 9 cm de llargària màxima (normalment, en fa 7,5).
- 18-19 radis tous a l'aleta dorsal i 12-23 a l'anal.[5][6]

## Depredadors
A l'Argentina és depredat per Cynoscion striatus.

## Hàbitat
És un peix marí, pelàgic-nerític i de clima subtropical (33°S-42°S, 64°W-52°W) que viu entre 0-50 m de fondària.

## Distribució geogràfica
Es troba a l'Atlàntic sud-occidental: des del sud del Brasil (estuari de Lagoa dos Patos) i l'Uruguai fins a Bahía Blanca (l'Argentina).

## Observacions
És inofensiu per als humans.